# Дубровин, Сергей Филиппович
Серге́й Фили́ппович Дубро́вин (1 сентября 1907, Корсунь-Шевченковский, Черкасский уезд, Киевская губерния, Российская империя ― 30 августа 1999, Йошкар-Ола, Марий Эл, Россия) ― советский военный и хозяйственный деятель. В годы Великой Отечественной войны ― командир танкового батальона 7-го механизированного корпуса на Западном, 2-м Украинском, 3-м Украинском и Дальневосточном фронтах. Участник советско-японской войны. Полковник (1955). Управляющий Марийским автомобильным трестом (1957―1962). Член ВКП(б) с 1932 года.

## Биография
Родился 1 сентября 1907 года в г. Корсунь-Шевченковский ныне Черкасской области Украины в семье железнодорожного служащего.
В 1920 году был учеником слесаря, с 1929 года работал слесарем в Ленинграде, в 1932 году окончил вечерний техникум путей сообщения. В 1932 году принят в ВКП(б).
В мае 1932 года призван в РККА из п. Володарское Ленинградской области, в 1933 году окончил Орловское бронетанковое училище. Участник Великой Отечественной войны: командир танкового батальона 7-го механизированного корпуса на Западном, 2-м Украинском, 3-м Украинском и Дальневосточном фронтах. Участвовал в освобождении Праги, взятии Будапешта, а также в войне с Японией. Награждён орденами Красного Знамени, Отечественной войны I и II степени, Красной Звезды и медалями, в том числе медалью «За боевые заслуги».
По окончании войны продолжил военную службу, в 1952 году окончил Военную академию имени М. В. Фрунзе. В 1955 году уволился из армии в звании полковника. Награждён орденами Красного Знамени и Красной Звезды.
По окончании военной службы приехал в Марийскую АССР, в 1957―1962 годах был управляющим Марийским автомобильным трестом. Под его руководством трест стал выполнять план, улучшилась работа пассажирского транспорта, автопарк увеличился в 2,5 раза, расширилось жилищное и производственное строительство.
Ушёл из жизни 30 августа 1999 года в Йошкар-Оле.

## Награды
- Орден Красного Знамени (29.05.1945, 21.08.1953)[2][4]
- Орден Отечественной войны I степени (21.11.1944)[2][4]
- Орден Отечественной войны II степени (04.02.1944, 06.04.1985)[2][4]
- Орден Красной Звезды (31.05.1944, 06.11.1947)[2][4]
- Медаль «За боевые заслуги» (03.11.1944)[2][4]
- Медаль «За взятие Будапешта»[2]
- Медаль «За освобождение Праги»[4]
- Медаль «За победу над Германией в Великой Отечественной войне 1941—1945 гг.»[2][4]
- Медаль «За победу над Японией»[2][4]
- Медаль «За воинскую доблесть. В ознаменование 100-летия со дня рождения Владимира Ильича Ленина»